# Роґедле
Роґедле (пол. Rogiedle, нім. Regerteln) — село в Польщі, у гміні Любоміно Лідзбарського повіту Вармінсько-Мазурського воєводства.
Населення — 345 осіб (2011).
У 1975-1998 роках село належало до Ольштинського воєводства.

## Демографія
Демографічна структура станом на 31 березня 2011 року:
|          | Загалом | Допрацездатний вік | Працездатний вік | Постпрацездатний вік |
| -------- | ------- | ------------------ | ---------------- | -------------------- |
| Чоловіки | 172     | 39                 | 120              | 13                   |
| Жінки    | 173     | 35                 | 99               | 39                   |
| Разом    | 345     | 74                 | 219              | 52                   |